# 3336 Grygar
A 3336 Grygar (ideiglenes jelöléssel 1971 UX) a Naprendszer kisbolygóövében található aszteroida. Luboš Kohoutek fedezte fel 1971. október 26-án.